# Невіль-сюр-Мер
Неві́ль-сюр-Мер (фр. Néville-sur-Mer) — колишній муніципалітет у Франції, у регіоні Нормандія, департамент Манш. Населення — 188 осіб (2011).
Муніципалітет був розташований на відстані близько 290 км на захід від Парижа, 90 км на північний захід від Кана, 70 км на північ від Сен-Ло.

## Історія
До 2015 року муніципалітет перебував у складі регіону Нижня Нормандія. Від 1 січня 2016 року належав до нового об'єднаного регіону Нормандія.
1 січня 2016 року Невіль-сюр-Мер, Коквіль, Губервіль i Ретовіль було об'єднано в новий муніципалітет Вік-сюр-Мер.

## Демографія
Динаміка населення (INSEE ):
Розподіл населення за віком та статтю (2006):
| Стать | Всього | До 15 років | 15-24 | 25-44 | 45-64 | 65-85 | Понад 85 |
| --- | ------ | ----------- | ----- | ----- | ----- | ----- | -------- |
| Чоловіки | 96     | 16          | 12    | 36    | 24    | 8     | 0        |
| Жінки | 81     | 8           | 4     | 20    | 33    | 16    | 0        |
| \| Статево-вікова піраміда \| Статево-вікова піраміда \| Статево-вікова піраміда \| \| ----------------------- \| ----------------------- \| ----------------------- \| \| Чоловіки \| Вік \| Жінки \| \| 0 \| 85 + \| 0 \| \| 0 \| 80-84 \| 0 \| \| 0 \| 75-79 \| 0 \| \| 8 \| 70-74 \| 12 \| \| 0 \| 65-69 \| 4 \| \| 4 \| 60-64 \| 4 \| \| 12 \| 55-59 \| 4 \| \| 0 \| 50-54 \| 21 \| \| 8 \| 45-49 \| 4 \| \| 8 \| 40-44 \| 0 \| \| 16 \| 35-39 \| 8 \| \| 4 \| 30-34 \| 4 \| \| 8 \| 25-29 \| 8 \| \| 8 \| 20-24 \| 0 \| \| 4 \| 15-20 \| 4 \| \| 8 \| 10-14 \| 4 \| \| 0 \| 5-9 \| 0 \| \| 8 \| 0-4 \| 4 \| |        |             |       |       |       |       |          |
| Статево-вікова піраміда |        |             |       |       |       |       |          |
| Чоловіки | Вік    | Жінки       |       |       |       |       |          |
| 0 | 85 +   | 0           |       |       |       |       |          |
| 0 | 80-84  | 0           |       |       |       |       |          |
| 0 | 75-79  | 0           |       |       |       |       |          |
| 8 | 70-74  | 12          |       |       |       |       |          |
| 0 | 65-69  | 4           |       |       |       |       |          |
| 4 | 60-64  | 4           |       |       |       |       |          |
| 12 | 55-59  | 4           |       |       |       |       |          |
| 0 | 50-54  | 21          |       |       |       |       |          |
| 8 | 45-49  | 4           |       |       |       |       |          |
| 8 | 40-44  | 0           |       |       |       |       |          |
| 16 | 35-39  | 8           |       |       |       |       |          |
| 4 | 30-34  | 4           |       |       |       |       |          |
| 8 | 25-29  | 8           |       |       |       |       |          |
| 8 | 20-24  | 0           |       |       |       |       |          |
| 4 | 15-20  | 4           |       |       |       |       |          |
| 8 | 10-14  | 4           |       |       |       |       |          |
| 0 | 5-9    | 0           |       |       |       |       |          |
| 8 | 0-4    | 4           |       |       |       |       |          |

## Економіка
2010 року серед 113 осіб працездатного віку (15—64 років) 85 були активними, 28 — неактивними (показник активності 75,2%, у 1999 році було 65,8%). З 85 активних мешканців працювало 79 осіб (48 чоловіків та 31 жінка), безробітними було 6 (3 чоловіки та 3 жінки). Серед 28 неактивних 6 осіб було учнями чи студентами, 14 — пенсіонерами, 8 були неактивними з інших причин.

У 2010 році в муніципалітеті числилось 79 оподаткованих домогосподарств, у яких проживали 186,0 особи, медіана доходів виносила 17 453 євро на одного особоспоживача